# Jönåkers härad
Jönåkers härad var ett härad i sydöstra Södermanland. Häradet omfattade den södra och västra delen av nuvarande Nyköpings kommun, hela Oxelösunds kommun samt en mindre del av Katrineholms kommun, alla i Södermanlands län. Den sydliga sörmländska kusten med sina många vikar ingick i häradet. Den totala arealen mätte 946 km² och befolkningen uppgick år 1929 till 20 206 invånare. Tingsställe låg 1391 vid Stigtomta kyrka och var från slutet av 1680-talet på Jäders gästgiveri i Lunda socken för att omkring 1860 flytta till Gevle by för att 1911 flytta till Nyköping.

## Historia

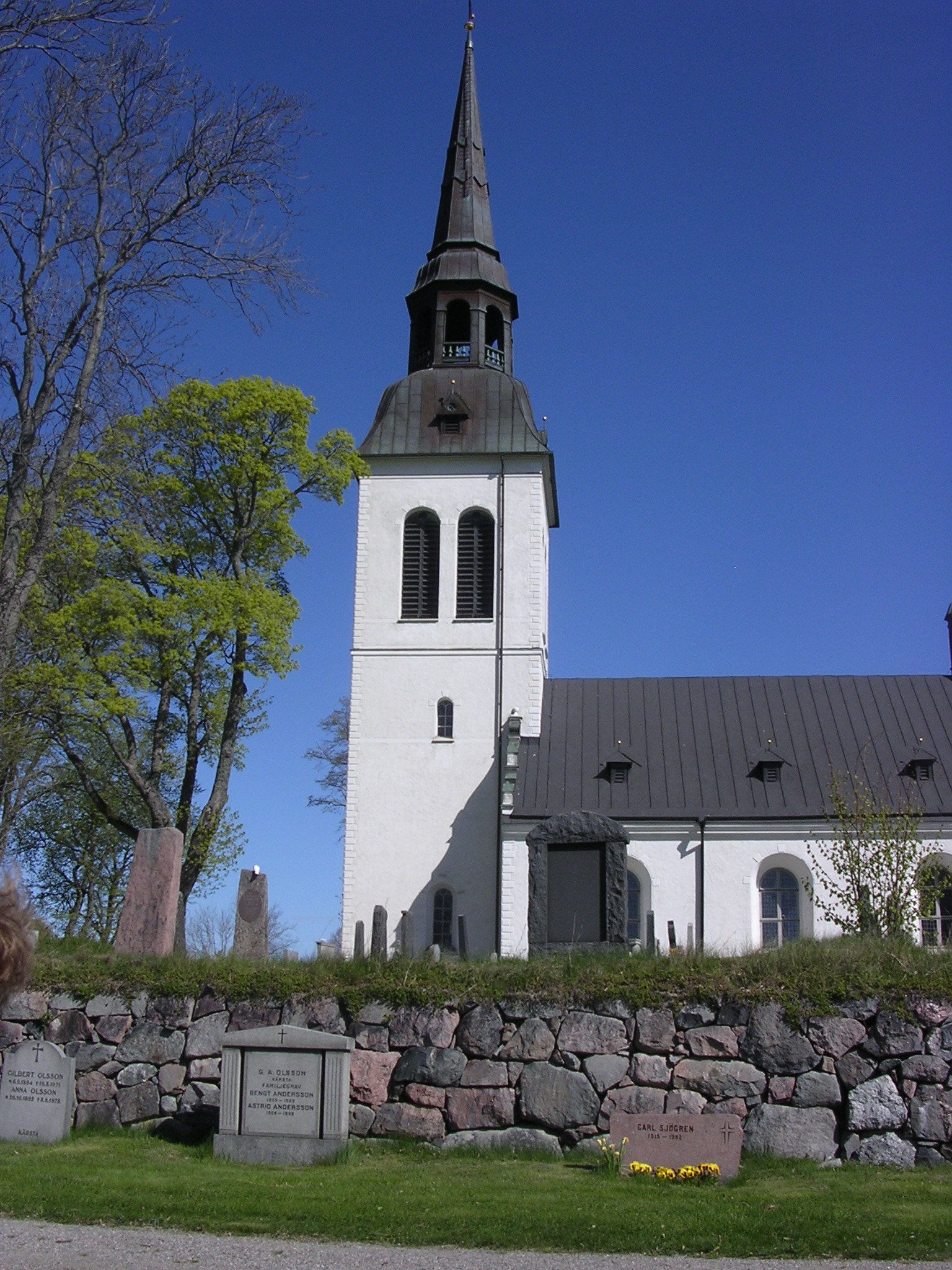
Lunda kyrka i Jönåkers härad.

Omkring år 1350 infördes den nuvarande häradsindelningen i landskapet Södermanland och ersatte därmed de tidigare hundare som vilade på förhistoriska anor. Namnet skrevs under 1300-talet som Junakir hundare, och betydelsen av detta namn är höljt i historiens dunkel. Efterledet -åker syftar i regel på en helig plats, men förledet Jun-, som för övrigt är samma som i Jönköping, är mer oklart. Eventuellt rör det sig om en svag böjning av det fornsvenska adjektivet æwinn det vill säga evig eller oändlig. Jönåkers härads tidigaste tingsplats torde ha legat vid Steghetompta malm det vill säga i närheten av Stigtomta kyrka, och bör ha funnits kvar här till början av 1500-talet. Sedermera har tingsplatsen flyttats till ett mer sydligt läge i häradet och gästgivaregården i Jäder utanför Jönåker. Platsen är belägen längs med Kilaån som historiskt varit navigerbar så långt inåt land som Kila, där en gammal marknadsplats lär ha legat. Parallellt med ån och i en liknande sträckning som nuvarande E4:an löpte också den medeltida Eriksgatan på sin väg mellan Nyköpingshus och Östergötland. Tuna kyrka cirka fyra kilometer nedströms från Jönåker anger med sitt namn att platsen länge varit av central betydelse i bygden, och här låg kanske en stormannagård.
Staden Nyköping är en av Sveriges äldsta städer och man har funnit kvarlämningar från 2 000 år f.Kr. Stadsbebyggelsen uppstod på ömse sidor om Nyköpingsån som utgjorde gränsen mellan Röno och Jönåkers härader, vid den fjärd där de viktiga Svärta- och Kilaåarna mynnade i havet. Här hölls flera viktiga möten under medeltiden men det var som huvudstad i hertig Karls - sedermera kung Karl IX - och hans son Karl Filips hertigdöme mellan åren 1568 och 1622 som staden utvecklades till ett av landets första industriella centrum. Merparten av det historiska centrumet är beläget på den södra sidan av åstranden, det vill säga på Jönåkers härads gamla område. Här låg bland annat Nyköpingshus som härrör från 1100-talet och som under medeltiden var en av Sveriges viktigaste fästen. Här inträffade bland annat Nyköpings gästabud år 1317 och Nyköpings recess undertecknades här år 1396 vilket banade väg för Kalmarunionens upprättande året efter. Slottet förstördes vid stadsbranden år 1665 och endast ett torn återstår. Bland de andra herresätena i häradet märks Tistad slott i Bärbo socken.
Historiskt sett har industri främst funnits i Oxelösund och Nävekvarn. Oxelösund tillkom tack vare sin fina naturliga hamn som kom att utses till utskeppningshamn för järnmalmen från Bergslagen och fick därför järnvägsförbindelse. År 1913 grundades här ett järnverk och samhället som sedermera skulle blir stad kom att växa kring detta. Nävekvarn vid Bråvikens inlopp etablerades som bruksort i början av 1600-talet, vilket också skulle komma att ske i Ålberga och Stavsjö längst in i Kiladalen.

## Geografi
Jönåkers härad utgjorde Södermanlands sydligaste härad. Häradsområdet sträckte sig från Bråviken och Kolmården i söder och över den bördiga Kiladalen till sjöarna Yngaren och Långhalsen samt Nyköpingsån i norr. Häradet genomkorsas i östvästlig riktning av Kilaån. Längs kusten finns en skärgård. Häradets inre delar präglas av typiskt sörmländskt växlande skogslandskap med bergsbygder och odlingslandskap, vilket numera genomkorsas av järnvägen Södra stambanan (numera Nyköpingsbanan) samt E4:an, som före år 1962 kallades Riksväg 1 eller Riks-ettan. I söder och sydväst gränsar häradet mot Östkinds, Lösing och Bråbo härader i Östergötlands län. I väst och nordväst ligger Oppunda härad och i nordost ligger Rönö härad.
Häradet saknade köpingar men hade ett municipalsamhälle - Oxelösund - som blev en av Sveriges sista städer år 1950. Häradet gränsade också till Nyköping stad och delar av häradet är idag beläget inom tätorten Nyköping. Största tätorterna i övrigt är numera Arnö belägen omedelbart söder om Nyköping samt Stigtomta belägen 14 km nordväst om staden.

### Socknar
Jönåkers härad omfattade tio socknar.
I Nyköpings kommun
- Bergshammar
- Bärbo
- Halla
- Kila
- Lunda
- Nykyrka
- Stigtomta
- Tuna
- Tunaberg från 1860 med en mindre del i Östergötland

I Oxelösunds och Nyköpings kommuner
- Sankt Nicolai

I Katrineholms kommun
- Björkvik

## Län, fögderier, domsagor, tingslag och tingsrätter
Häradet har sedan 1634 hört till Södermanlands län. Församlingarna i häradet har hört Strängnäs stift.
Före 1634 ingick häradet i Nyköpings län och bildade från 1556 ett fögderi tillsammans med Rönö härad.
Häradets socknar hörde från 1720 till följande fögderier:
- 1720–1885 Södermanlands läns Första fögderi
- 1886–1990 Nyköpings fögderi enbart till 1946 för Björkviks socken
- 1946–1990 Katrineholms fögderi för Björkviks socken

Häradets socknar tillhörde följande domsagor, tingslag och tingsrätter:
- 1680–1910 Jönåkers tingslag i 
  - 1680–1878 Oppunda, Villåttinge, Jönåkers, Rönö och Hölebo häraders domsaga, från 1861 benämnd Kungadömets domsaga
  - 1879–1910 Nyköpings domsaga (med Jönåkers, Rönö, Hölebo och Daga härader)
- 1911–31 augusti 1914 Jönåkers och Rönö tingslag i Nyköpings domsaga
- 1 september 1914–1947 Jönåkers, Rönö och Hölebo tingslag i Nyköpings domsaga
- 1948–1970 Nyköpings domsagas tingslag i Nyköpings domsaga

- 1971– Nyköpings tingsrätt och dess domsaga
- 1971–2009 Katrineholms tingsrätt och dess domsaga för Björkviks socken

### Webbkällor
- Nationella arkivdatabasen för uppgifter om fögderier, domsagor, tingslag och tingsrätter